# Karl Josef Romer
Karl Josef Romer (Benken, 8 luglio 1932) è un vescovo cattolico svizzero, dal 10 novembre 2007 segretario emerito del Pontificio consiglio per la famiglia.

## Biografia
Karl Josef Romer è nato a Benken l'8 luglio 1932.

### Formazione e ministero sacerdotale
Dal 1950 al 1952 ha studiato filosofia ad Appenzello e dal 1952 al 1957 ha studiato teologia a Innsbruck e Monaco di Baviera. Ha infine conseguito il dottorato in teologia dogmatica presso la Pontificia Università Gregoriana di Roma. Ha poi frequentato un corso di specializzazione in educazione religiosa.
Il 22 marzo 1958 è stato ordinato presbitero a San Gallo.
Dal 1958 al 1961 è stato parroco di Sargas e dal 1961 al 1964 a San Gallo. Più tardi è stato inviato come sacerdote fidei donum nell'arcidiocesi di San Salvador di Bahia dove è stato parroco, responsabile della formazione dei catechisti e docente presso l'Università Cattolica di Salvador e l'Istituto di teologia dal 1965 al 1971. È stato anche docente alla Pontificia Università Cattolica di Rio de Janeiro dal 1972 al 1974.

### Ministero episcopale
Il 28 ottobre 1975 papa Paolo VI lo ha nominato vescovo ausiliare di Rio de Janeiro e titolare di Colonnata. Ha ricevuto l'ordinazione episcopale il 12 dicembre dello stesso anno dal cardinale Eugênio de Araújo Sales, arcivescovo di Rio de Janeiro, coconsacranti il vescovo di San Gallo Joseph Hasler e l'ausiliare di Rio José Alberto Lopes de Castro Pinto.
Da vescovo ausiliare, è stato responsabile arcidiocesano per le vocazioni e i seminari, direttore della facoltà di filosofia dell'arcidiocesi, direttore della scuola di diritto canonico, presidente della commissione arcidiocesana della dottrina e responsabile vicariale per la vita religiosa femminile.
Ha pubblicato numerosi articoli su riviste teologiche ed è stato presidente dell'edizione brasiliana della rivista Communio. È stato anche membro della commissione episcopale pastorale per la dottrina della fede della Conferenza episcopale e presidente della regione ecclesiastica Leste 1 dal 1998 al 2002.
Ha giocato un ruolo chiave nella preparazione del secondo incontro mondiale delle famiglie che si è tenuto nell'ottobre del 1997 nella città di Rio de Janeiro alla presenza del pontefice.
Il 13 aprile 2002 papa Giovanni Paolo II lo ha nominato segretario del Pontificio consiglio per la famiglia, ruolo che ha mantenuto fino al 10 novembre 2007 quando papa Benedetto XVI ha accettato le sue dimissioni per raggiunti limiti di età.

## Genealogia episcopale
La genealogia episcopale è:
- Cardinale Scipione Rebiba
- Cardinale Giulio Antonio Santori
- Cardinale Girolamo Bernerio, O.P.
- Arcivescovo Galeazzo Sanvitale
- Cardinale Ludovico Ludovisi
- Cardinale Luigi Caetani
- Cardinale Ulderico Carpegna
- Cardinale Paluzzo Paluzzi Altieri degli Albertoni
- Papa Benedetto XIII
- Papa Benedetto XIV
- Papa Clemente XIII
- Cardinale Marcantonio Colonna
- Cardinale Giacinto Sigismondo Gerdil, B.
- Cardinale Giulio Maria della Somaglia
- Cardinale Carlo Odescalchi, S.I.
- Cardinale Costantino Patrizi Naro
- Cardinale Lucido Maria Parocchi
- Arcivescovo Adauctus Aurélio de Miranda Henriques
- Arcivescovo Moisés Ferreira Coelho
- Arcivescovo José de Medeiros Delgado
- Cardinale Eugênio de Araújo Sales
- Vescovo Karl Josef Romer